# Крайнов, Григорий Никандрович
Григорий Никандрович Крайнов (род. 16 февраля 1958, д. Тодымваж Горномарийского р-на Марийской АССР) — профессор кафедры «Политология, история и социальные технологии» Российского университета транспорта (МИИТ), доктор исторических наук (1993), профессор (1995), академик Российской Академии Гуманитарных Наук (2006), академик Российской Академии Естествознания (2007), академик European Akademy of Natural History (2008), член редколлегии ряда научных журналов, Заслуженный деятель науки и образования РАЕ, Заслуженный деятель науки Республики Марий Эл (2007), Почетный работник сферы образования Российской Федерации (2023). Автор более 400 научных работ.

## Биография
Окончил историко-филологический факультет МарГУ по специальности «История», получил квалификацию: «Преподаватель истории и обществознания» (1983 г.), аспирантуру ЛГУ с досрочной защитой кандидатской диссертации (1986), докторантуру с защитой докторской диссертации (1993). В 1983—1984 гг. был стажером-исследователем ЛГУ, в 1984—1986 гг. в аспирантуре ЛГУ. После защиты кандидатской диссертации в 1986—1990 гг. работал в должности ассистента, старшего преподавателя, доцента в МарГУ. В 1990—1993 гг. был в докторантуре ЛГУ. После защиты докторской диссертации в 1993—1998 гг. работал в должности профессора кафедры региональной истории МарГУ. В 1995 году присвоено ученое звание профессора. В 1995—1997 гг. работал советником по особым поручениям в Администрации Президента Республики Марий Эл. В 1995—1998 гг. являлся заместителем Председателя Марийского регионального Совета ВОПД НДР, руководителем избирательного штаба МРО ВОПД НДР по выборам депутатов Государственной Думы Федерального Собрания Российской Федерации, работал научным экспертом в Секретариате Ассамблеи Содружества Независимых Государств. В 1997—1998 гг. по совместительству был ведущим специалистом Поволжского территориального отдела Министерства Российской Федерации по делам национальностей и федеративным отношениям, был членом Правительственной комиссии по реализации концепции Государственной национальной политики Республики Марий Эл и Российской Федерации. В 1998 году был утвержден заместителем начальника отдела финно-угорских народов России Министерства Российской Федерации по делам национальностей и федеративным отношениям. В 1998—2003 гг. был заведующим кафедрой истории и культуры МарГТУ, руководил проблемной лабораторией этнополитических исследований. В 2002—2004 г. являлся ведущим специалистом института Финно-угроведения МарГУ. В 2004—2011 гг. работал в БГСПА заведующим кафедрой Отечественной истории. В 2012—2013 г. работал заведующим кафедрой «Связи с общественностью» в РГУТИСе. С сентября 2013 г. по настоящее время является профессором кафедры «Политология, история и социальные технологии» Московского государственного университета путей сообщения (с 2017 г — Российский университет транспорта).

## Научные, учёные и почётные звания и степени
- Кандидат исторических наук (1986)
- Доктор исторических наук (1993)
- Профессор (1995)
- Заслуженный деятель науки Республики Марий Эл (2007)
- Заслуженный деятель науки и образования РАЕ (2007)
- Почетный работник сферы образования Российской Федерации (2023)

## Основные научные работы
Автор более 350 научных работ, более 20 монографий, учебников. Научные работы опубликованы в журналах «Отечественная история», «Вестник Ассамблеи Содружества Независимых Государств», «XX век», «Поиск», «Мир транспорта», «Вестник МИРБИС», «Обозреватель — Observer», «Фундаментальные исследования», «Социологические исследования», «Современные наукоемкие технологии», «Современные проблемы науки и образования», «Высшее образование в России», «Ученые записки Худжанского госуниверситета» (Таджикистан) и др., а также в Эстонии, Венгрии, Великобритании, Германии, Сербии. Автор, член авторских коллективов и редколлегии обобщающих трудов.
- Политическая культура молодежи советской России в 1920-е годы. — Санкт — Петербург: СПбГУ. — 1992. — 314 с.
- Теория и методология исторической науки : Терминологический словарь /отв. ред. А. О. Чубарьян ; РАН. Ин-т всеобщей ист. — М.: Аквилон, 2014. — 575 с.
- Транспортные профсоюзы как составная часть международного профсоюзного движения: Монография. — М.: ИНФРА — М, 2017. — 297 с.
- Технология подготовки и реализации кампании по рекламе и PR. — СПб.: Издательство «Лань», 2018. — 372 с.
- История России. Учебник для студентов вузов. Изд. 1-5-е доп. и перераб.- М.: ИППК МГУ, 2003—2008.
- Политология. Учебник для студентов вузов. — М.: ИППК МГУ, 2011. — 372 с.
- Мировое профсоюзное движение в условиях глобализации.- М.:МИИТ. - 281 с.
- История России в контексте мировой истории: закономерности, случайности, уроки. - Москва: КНОРУС, 2021. - 264 с.
- История России. Новейшее время (1990 - 2023 гг.). Москва: КНОРУС, 2024. - 240 с. и др.